# Barningham, Durham
Barningham är en ort och civil parish i Storbritannien.   Den ligger i kommunen Durham i riksdelen England, i den centrala delen av landet, 300 km norr om huvudstaden London. Barningham ligger 217 meter över havet och antalet invånare är 241.
Terrängen runt Barningham är platt norrut, men söderut är den kuperad. Runt Barningham är det ganska glesbefolkat, med 36 invånare per kvadratkilometer. Närmaste större samhälle är Barnard Castle, 6,7 km nordväst om Barningham. Trakten runt Barningham består i huvudsak av gräsmarker.